# 1. FC Nürnberg
1. FC Nürnberg je nemški nogometni klub, ki domuje v Nürnbergu (Bavarska).

## Znameniti igralci
- Rüdiger Abramczik
- Jaromír Blažek
- Bartosz Bosacki
- Tomáš Galásek
- David Jarolím
- Jan Koller
- Robert Kovač
- Jacek Krzynówek
- Samuel Kuffour
- Dominic Maroh
- Timo Ochs
- Jan Polák
- Gerald Sibon
- Rajko Tavčar
- Róbert Vittek

## Uspehi

### Nemški prvaki
- 1920, 1921, 1924, 1925, 1927, 1936, 1948, 1961, 1968

### Nemški pokalni prvaki
- 1935, 1939, 1962, 2007

### Pokal Intertoto
- 1968